# U 2502
U 2502 war ein deutsches U-Boot vom Typ XXI. Nach dem Bauauftrag, der am 6. November 1943 erging, erhielt es die Baunummer 2502, die auch der später vergebenen Bootsnummer entsprach. Kiellegung war am 25. April 1944 bei Blohm & Voss in Hamburg. In Dienst gestellt bei der 11. U-Flottille  in Horten wurde es am 19. Juli 1944 unter Kptl. G. Mannesmann. Am 1. Januar 1946 wurde U 2502 bei der Operation Deadlight versenkt.